# Kanton Nizza-1
Der Kanton Nizza-1 (französisch Canton de Nice-1) ist ein französischer Wahlkreis im Département Alpes-Maritimes in der Region Provence-Alpes-Côte d’Azur. Er umfasst einen Teil der Stadt Nizza. Im Rahmen der landesweiten Neuordnung der französischen Kantone wurde der dem Kanton zugeordnete Bereich im Frühjahr 2015 leicht verändert.

## Gemeinden
Der Kanton besteht aus einem Teil der Stadt Nizza mit insgesamt 44.845 Einwohnern (Stand: 2022):

## Politik
| Vertreter im Départementsrat | Vertreter im Départementsrat    | Vertreter im Départementsrat |
| Amtszeit                     | Namen                           | Partei                       |
| ---------------------------- | ------------------------------- | ---------------------------- |
| 2015–                        | Françoise Monier Auguste Verola | UD                           |